# Лейланд, Фредерик Ричардс
Фредерик Ричардс Лейлэнд (англ. Frederick Richards Leyland; 30 сентября 1831 — 4 января 1892) — британский предприниматель, судовладелец и коллекционер из Ливерпуля Известен главным образом как меценат движения прерафаэлитов.

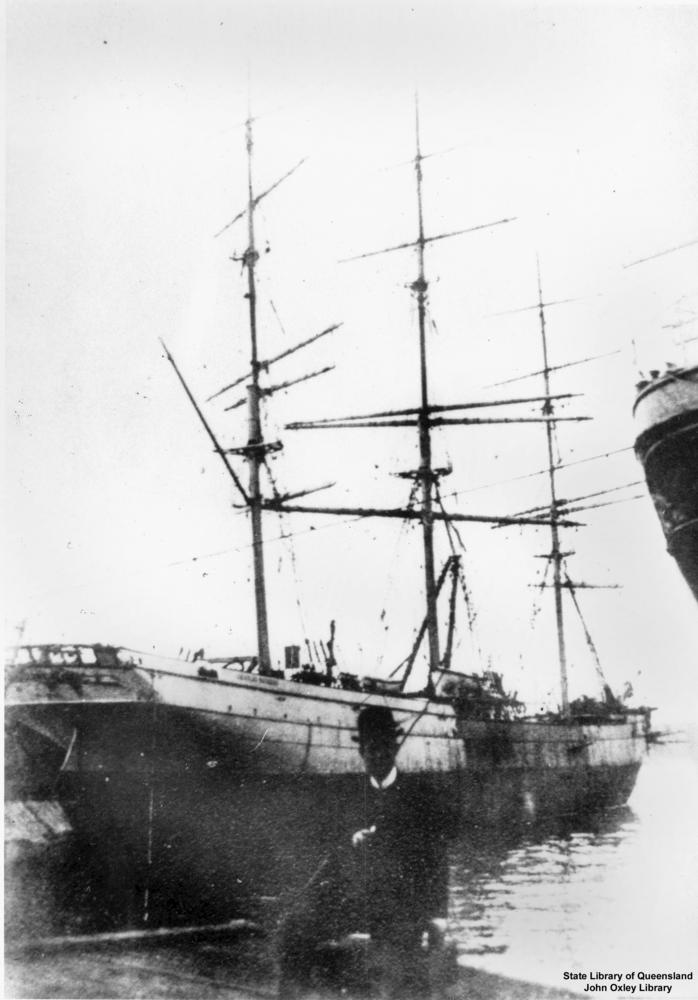
Пароход «Danube» (1856) имел паровой двигатель и парусное вооружение, был построен для «Bibby» компании в 1856 году и в 1973 году продан «Leyland Line».

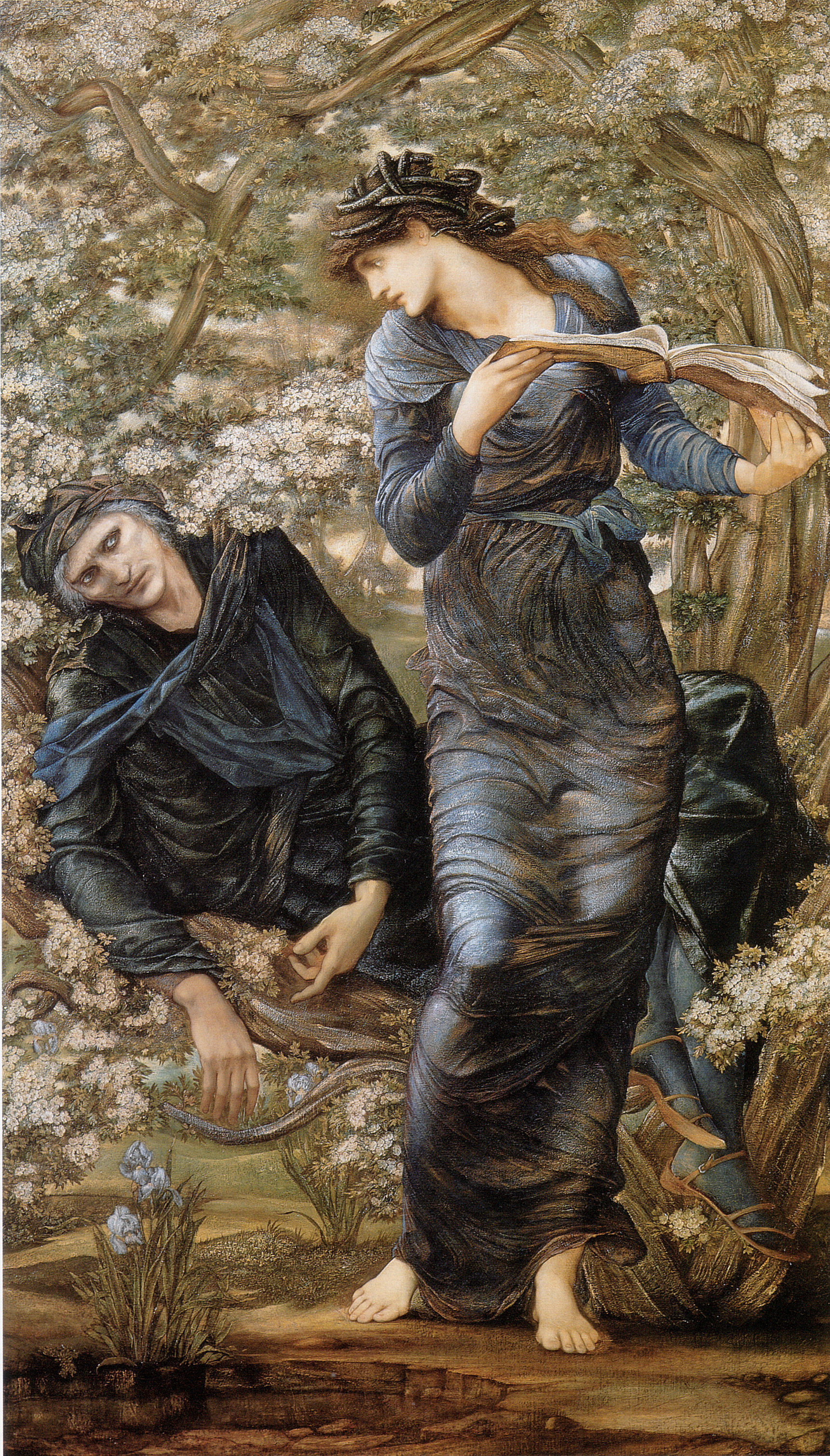
«Зачарованный Мерлин», художник Эдвард Берн-Джонс.

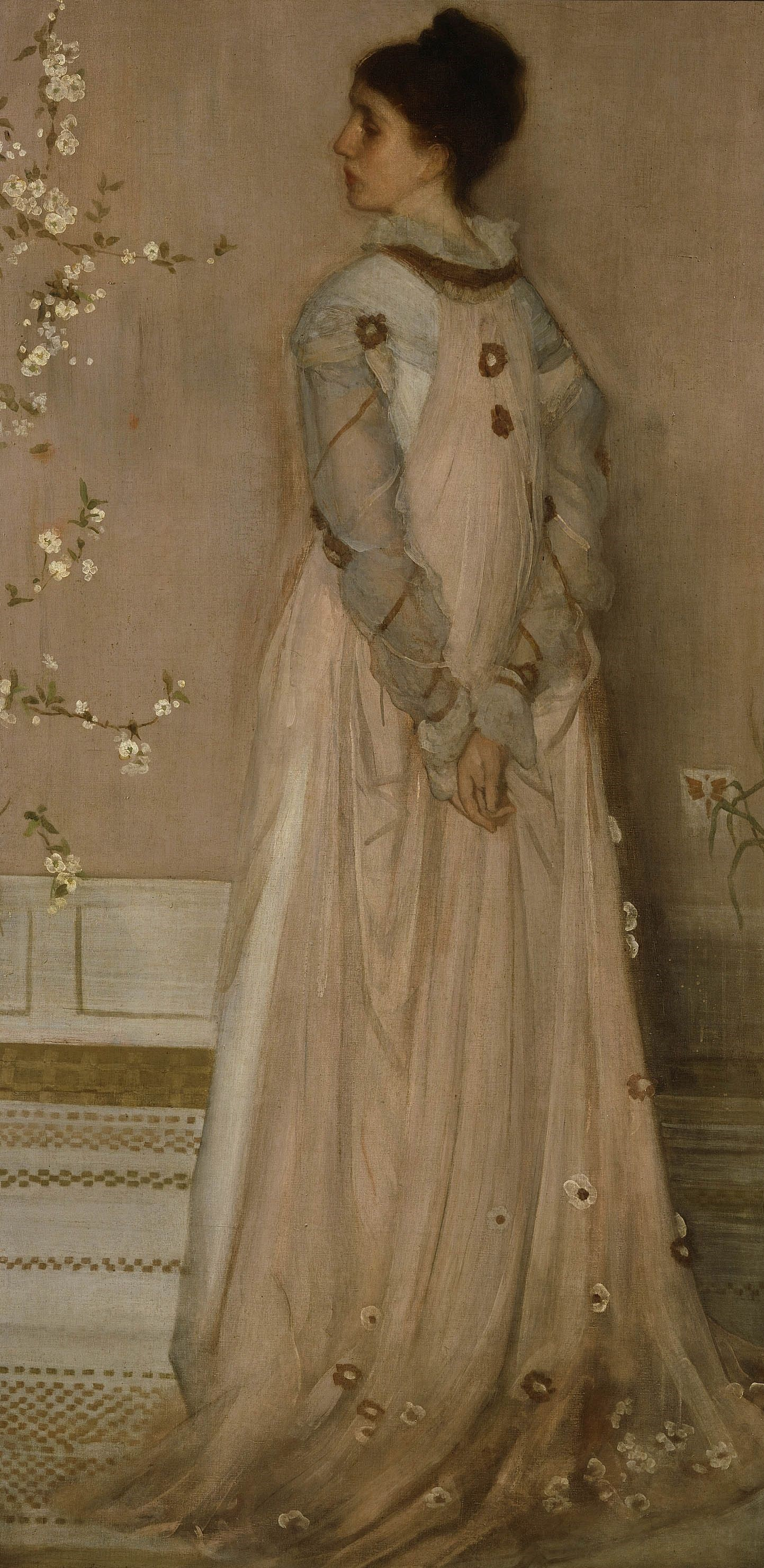
Симфония цвета плоти и розового цвета: портрет Фрэнсис Лейлэнд, 1871–1874, написан Джеймсом Мак-Нейл Уистлером.

## Карьера
В 1844 году Энн Джейн Лейлэнд убедила «John Bibby & Sons» в Ливерпуле взять к себе к качестве ученика её старшего сына Фредерика Ричардс Лейлэнда. Лейлэнд, служа в этой фирме, построил успешную карьеру и к 1861 году стал партнером «John Bibby, Sons & Co.», бывшая «John Bibby & Sons»).
К 1850 году железные пароходы начали активно использоваться в судоходстве, в том числе и торговом. Британия вела торговлю в первую очередь с Средиземноморьем, экспортируя товары британского производства в обмен на местные сельскохозяйственные продукты. Лейлэнд, как говорили, играл важную роль во вводе в «Bibby» пароходов начиная с 1850 года для средиземноморской торговли.
В 1867 году Лейлэнд взял в аренду дом Спэк Холл (англ. Speke Hall) в Ливерпуле, а в 1869 году купил дом в Лондоне на 49 Princes Gate.
1872 год. Товарищество «John Bibby, Sons & Co.», которое складывалось из компаньонов , в числе которых был Лейлэнд, распалось.
В 1873 году Лейлэнд выкупил контрольный пакет акций и принял управление компанией от Джеймса Бибби, который ушел в отставку. Лейлэнд оставил за собой право использовать название компании «John Bibby, Sons & Co.»
В 1873 году Лейлэнд выкупил 21 судно у предпринимателей братьев Бибби, и сменил название компании на название с его собственным именем «Leyland Shipping Line».

## Меценатство

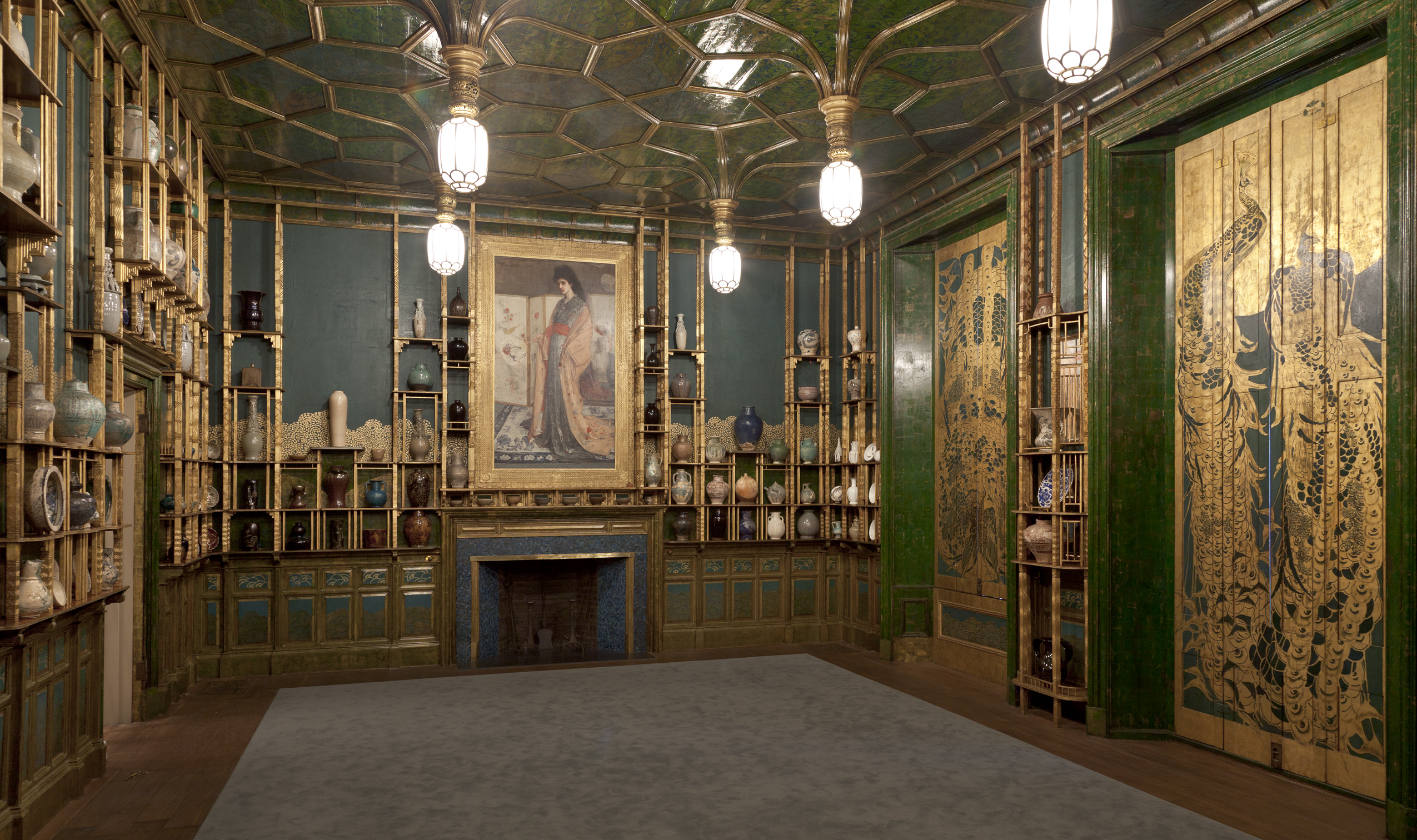
Павлинья комната (1876–1877). Джеймс Уистлер

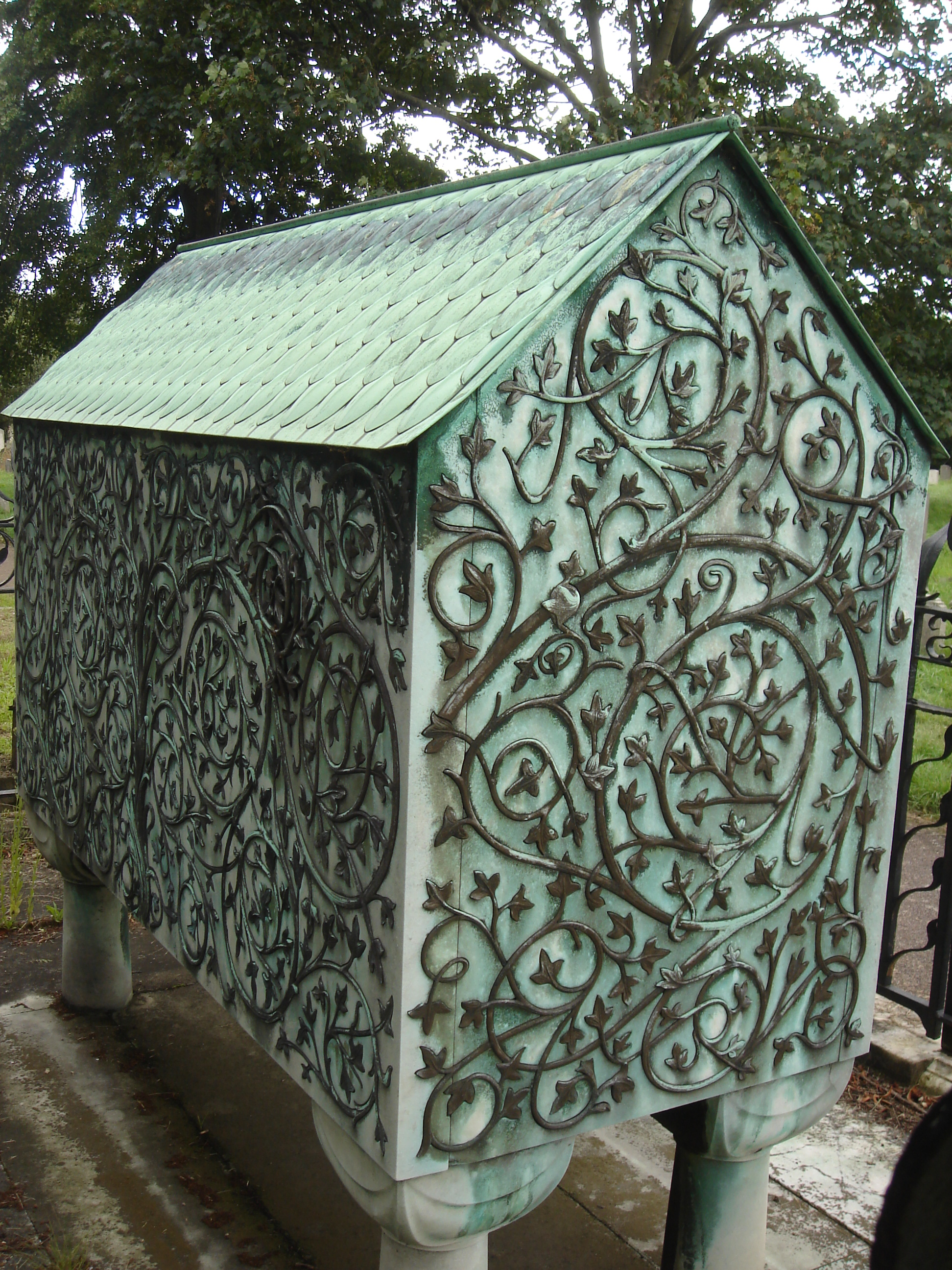
Edward Burne-Jones funerary monument, Brompton Cemetery.

В период с 1864 по 1867 года Лейлэнд активно заказывал картины у британских и американских художников, среди которых были Данте Габриэля Россетти и Джеймса Мак-Нейл Уистлера. Собирал предметы искусства эпохи Возрождения, а также полотна прерафаэлитов Уистлера и Альберта Мур.
Лейлэнд заказал картину «Зачарованный Мерлин», написанную художником прерафаэлитом Эдвардом Берн-Джонсом, которая была создана между 1872 и 1877 годами. На картине изображена сцена из легенд о короле Артуре — захват Мерлина вместе с Владычицей Озера Нимуэ. Мерлин показан в обессиленным, беспомощным в кустах боярышника, а Нимуэ, читающая книгу заклинаний.
В 1870 годах Лейлэнд нанял Уистлера завершить реконструкцию своей столовой. Несмотря на то что, Лейлэнду не понравился результат работы, столовая, названная Павлиньей комнатой считается одним из значительных произведений Уистлера.

## Последние годы
В 1888 году Лейлэнд отошёл от активного бизнеса, поставив во главе судоходной компании своего сына Фредерика Доусона Лейлэнда (англ. Frederick Dawson Leyland).
4 января 1892 года Лейлэнд упал и умер на железнодорожной станции Блэкфрайарс. Похоронен на кладбище Brompton, в Лондоне. Надгробный памятник Лейлэнду, созданный живописцем и инсталлятором Эдвардом Берн-Джонсом, считается значительным произведением в Движении искусств и ремесел в Великобритании.

## После смерти
Джон Ривз Эллерман (англ. John Reeves Ellerman) (1862 —), Кристофер Фюрнесс (англ. Christopher Furness) и Генри О'Хейген (англ. Henry O'Hagen) сформировали компанию, чтобы выкупить флот у «Leyland Line» и создать консорциум. Эллерман был назначен управляющим директором этого предприятия.
В 1901 году Эллерман продал этот бизнес американскому магнату Джону Пирпонту Моргану за £ 1,2 млн, который объединил его с «International Mercantile Marine Company».
После смерти Лейлэнда, его вдова продала Павлинью комнату американскому промышленнику и коллекционеру предметов искусства Чарльзу Лангу Фриру (англ. Charles Lang Freer), который демонтировал и перевёз её в Соединённые Штаты. Сегодня она находится в Смитсоновском музее в Галерее искусства Фрира в Вашингтоне, федеральный округ Колумбия.

## Семья
Фрэнсис Доусон (англ. Frances Dawson; 1834–1910) — жена с 1855. Развелись в 1879 году.
У них было четверо детей:
- Фредерик Доусон Лейлэнд (англ. Frederick Dawson) (р. 1856)
- Фанни (англ. Fanny) (р. 1857)
- Флоренс (англ. Florence) (р. 1859), супруга Валентина Камерона Принсепа
- Элинор (англ. Elinor) (1861–1952)